# 歩兵第85連隊
歩兵第85連隊（ほへいだい85れんたい、歩兵第八十五聯隊）は、大日本帝国陸軍の連隊のひとつ。

## 沿革
- 1938年（昭和13年）

7月14日 - 軍旗拝受
8月13日 - 師団に華中への派遣命令が下り、浙江省杭州を中心に警備にあたる
- 1944年（昭和19年）

6月 - 広東に転進
9月 - 湘桂作戦に参加
- 1945年（昭和20年）

2月 - 明号作戦のため仏印に向けて移動
7月 - タイに移駐、さらにビルマへの移動準備にとりかかる
8月 - 終戦

## 歴代連隊長
| 代 | 氏名       | 在任期間    | 備考 |
| -- | ---------- | ----------- | ---- |
| 1  | 田村節蔵   | 1938.7.20 - |      |
| 2  | 佐々真之助 | 1940.3.9 -  |      |
| 3  | 羽鳥長四郎 | 1941.3.1 -  |      |
| 4  | 能勢潤三   | 1941.6.10 - |      |
| 末 | 河野省介   | 1945.4.15 - |      |